# Handsworth FC
Handsworth FC (celým názvem: Handsworth Football Club) byl anglický fotbalový klub, který sídlil ve městě Sheffield v metropolitním hrabství South Yorkshire. Založen byl v roce 2003, zanikl v roce 2014 po fúzi s Parramore do nově vytvořeného klubu Handsworth Parramore. Klubové barvy byly zlatá a černá.
Své domácí zápasy odehrával na stadionu Olivers Mount s kapacitou 1 500 diváků.

## Historické názvy
Zdroj: 
- 2003 – Handsworth FC (Handsworth Football Club)
- 2014 – fúze s Parramore FC ⇒ Handsworth Parramore FC
- 2014 – zánik

## Umístění v jednotlivých sezonách
Stručný přehled
Zdroj: 
- 2003–2005: Sheffield & Hallamshire County Senior League (Division Two)
- 2005–2008: Sheffield & Hallamshire County Senior League (Division One)
- 2008–2010: Sheffield & Hallamshire County Senior League (Premier Division)
- 2010–2012: Northern Counties East League (Division One)
- 2012–2014: Sheffield & Hallamshire County Senior League (Premier Division)

Jednotlivé ročníky
Zdroj: 
Legenda: Z - zápasy, V - výhry, R - remízy, P - porážky, VG - vstřelené góly, OG - obdržené góly, +/- - rozdíl skóre, B - body, červené podbarvení - sestup, zelené podbarvení - postup, fialové podbarvení - reorganizace, změna skupiny či soutěže
| Anglie (2003 – 2014) |                                                          |        |    |    |   |    |    |    |     |     |        |
| Sezóny               | Liga                                                     | Úroveň | Z  | V  | R | P  | VG | OG | B   | +/- | Pozice |
| 2003/04              | Sheffield & Hallamshire County League (Division Two)     | 12     | 28 | 10 | 5 | 13 | 47 | 58 | -11 | 35  | 9.     |
| 2004/05              | Sheffield & Hallamshire County League (Division Two)     | 13     | 22 | 15 | 4 | 3  | 71 | 25 | +46 | 49  | 3.     |
| 2005/06              | Sheffield & Hallamshire County League (Division One)     | 12     | 24 | 10 | 8 | 6  | 61 | 50 | +11 | 38  | 4.     |
| 2006/07              | Sheffield & Hallamshire County League (Division One)     | 12     | 26 | 14 | 3 | 9  | 57 | 44 | +13 | 39  | 6.     |
| 2007/08              | Sheffield & Hallamshire County League (Division One)     | 12     | 24 | 19 | 1 | 4  | 67 | 25 | +42 | 58  | 1.     |
| 2008/09              | Sheffield & Hallamshire County League (Premier Division) | 11     | 24 | 12 | 1 | 11 | 62 | 54 | +8  | 34  | 7.     |
| 2009/10              | Sheffield & Hallamshire County League (Premier Division) | 11     | 22 | 12 | 4 | 6  | 46 | 28 | +18 | 40  | 3.     |
| 2010/11              | Northern Counties East League (Division One)             | 10     | 38 | 24 | 3 | 11 | 98 | 66 | +32 | 75  | 4.     |
| 2011/12              | Northern Counties East League (Division One)             | 10     | 38 | 27 | 1 | 10 | 89 | 40 | +49 | 80  | 1.     |
| 2012/13              | Sheffield & Hallamshire County League (Premier Division) | 11     | 28 | 17 | 5 | 6  | 80 | 34 | +46 | 56  | 4.     |
| 2013/14              | Sheffield & Hallamshire County League (Premier Division) | 11     | 26 | 21 | 1 | 4  | 70 | 24 | +46 | 64  | 1.     |